# Депрерадович, Фёдор Михайлович
Депрерадович, Федор Михайлович (? — 8 ноября 1884) — генерал-майор, участник русско-турецкой войны.

## Биография
Из камер-пажей произведен в корнеты Лейб-гвардейского Уланского полка, с прикомандированием к Михайловской артиллерийской академии. До окончания курса был откомандирован и переведен во вновь сформированный Лейб-гвардейский Стрелковый Его Величества батальон. В 1860 году вышел в отставку и затем занимал должность мирового посредника.
В 1865 году снова поступил на службу, с назначением начальником Александровской постовой команды, а вскоре после того адъютантом к командующему войсками Восточно-Сибирского Военного Округа, причём ему пришлось жить на острове Сахалине. В 1876 году добровольцем отправился в Сербию и отличился там во многих делах. В начале августа 1877 года сдал командование Брянского 35-го пехотного полка командиру этого полка Липинскому, во время назначения начальником правого фланга и тыла. Впоследствии называемой главной позицией горы Святого Николая. С началом русско-турецкой войны назначен командиром 1-й бригады Болгарского ополчения. 26 декабря по приказу генерала Скобелева занял позицию у Караджи с первой бригадой болгарского ополчения и 12-м стрелковым батальоном. Содействовал успеху обороны Шипки. За отличие под Эски-Загрою и Шипкою награждён орденом Святого Владимира 4-й степени с мечами и бантом и золотым оружием с надписью за храбрость.
По окончании русско-турецкой войны произведен в генерал-майоры, затем Депрерадович был снова принят на службу и в 1882 году назначен сначала начальником Владивостокского гарнизона, а затем начальником 2-й Восточно-Сибирской стрелковой бригады. Скончался 8 ноября 1884 года в селе Никольское Приморской области. Написал книгу «Из воспоминаний о русско-турецкой войне 1877—1878 гг.», которая была переведена на болгарский язык. В 1977 году военным издательством «София» книга была переиздана в Болгарии, а в России его воспоминания до сих пор не переиздавались.

## Труды
- Этнографический очерк южного Сахалина
- Из воспоминаний о Русско-турецкой войне